# Баррі (Уельс)
Ба́ррі (англ. Barry, валл. Y Barri) — місто на півдні Уельсу, адміністративний центр області Долина Гламорган.